# GSAT-9
GSAT-9 (auch South Asia Satellite) ist ein kommerzieller Kommunikationssatellit der indischen GSAT.
Er wurde am 5. Mai 2017 um 11:27 UTC mit einer GSLV-Trägerrakete vom Raketenstartplatz Satish Dhawan Space Centre in eine geostationäre Umlaufbahn gebracht.
Der dreiachsenstabilisierte Satellit ist mit 12 Ku-Band-Transpondern, einer 1,4-m- und einer 2,0-mal-2,2-m-Reflektorantenne ausgerüstet und soll von der Position 48° Ost aus Südasien mit Telekommunikationsdienstleistungen versorgen. GSAT-9 wurde zur gemeinsamen Nutzung von allen Mitgliedern des Südasien-Gemeinschaft SAARC konzipiert, zu der neben Indien auch Pakistan gehört. Indien hat fast allen seinen Nachbarländern angeboten, einen Teil der Übertragungskapazitäten kostenlos mit zu nutzen. Alle Mitglieder bis auf Pakistan wollen das Angebot annehmen. Der Satellit wurde auf Basis des Satellitenbusses I-2K der ISRO gebaut und besitzt eine geplante Lebensdauer von 12 Jahren. Die beiden Solarzellenausleger sind mit Ultra-Triple-Junction-Solarzellen aufgebaut und liefern etwa 3500 Watt. Sonnen- und Erdsensoren sowie Gyroskope dienen der Ausrichtung des Satelliten. Das Lageregelung wird mit Hilfe von Impulsrädern, Magnettorquer und acht 10-N- und acht 22-N-Triebwerken ausgeführt. Das Antriebssystem des Satelliten besteht aus einem 440-N-Apogee-Motor (spezifischer Impuls 3,041 Ns/kg) und Triebwerken mit flüssigen Treibstoffen für Lage- und Bahnregelung. Der Satellit trägt auch vier Plasmatriebwerke mit je 18 mN Schub, die die Bahnregelung unterstützen. Die chemischen Triebwerke nutzen UDMH als Treibstoff und MON3 als Oxidator, die elektrischen Xenon als Stützmasse (80 kg Vorrat). GSAT-9 trägt zusätzlich zur Kommunikationsnutzlast ein GAGAN-System.